# 어글리갓
로이스 코넬 데이비스(Royce Cornell Davison-Rodriguez), (1996년 9월 19일생), 어글리 갓은 미국의 래퍼, 작곡가, 음반 프로듀서이다. 그는 2016년 빌보드 핫 100 차트에서 80위로 정점을 찍은 곡 "Water"로 가장 잘 알려져 있다.
2017년 6월 13일, 어글리 갓은 XXL의 "2017 Freshman Class"의 10명의 멤버 중 한 명으로 선정되었고, 그는 래퍼 플레이보이 카티, 마딘, 텐타시온과 함께 신입생 프리스타일을 공연했다.  2022년 2월 현재, 사이퍼는 유튜브에서 5천만 건 이상의 조회수를 기록하고 있다.
그의 데뷔 앨범, Bumps & Bruises는 2019년 8월 9일 어소시에이션 레코드(Asylum Records)를 통해 발매되었다.

## 생애
로이스 데이비슨 로드리게스(Royce Davison-Rodriguez)는 1996년 9월 19일 인디애나주 포트웨인에서 태어났다. 그 후 로드리게스는 텍사스주 휴스턴의 북쪽 지역으로 이주하여 그곳에서 인생의 대부분을 보냈다. 그는 걸프포트에 있는 걸프포트 고등학교 농구팀에서 농구를 했다. 그는 아프리카계 미국인 아버지와 아프리카계 미국인 어머니 사이에서 태어났다. 그는 "어머니와 아버지가 이혼해 흑인으로 남부에서 자랐어. (도미니카 공화국에는 스페인계 출신의 흑인이 많다.) 그들은 나처럼 흑인이야. 우리 아빠는 흑인 도미니카인이었고 우리 엄마는 흑인이야. 아프리카계 미국인들과 라틴계 사람들은 미국에서 어려움을 겪고 있는데, 나는 둘 다야. 그래서 나는 이중으로 거칠다고 생각해."라고 말했다. 로드리게스는 스페인어와 영어를 모두 구사하며 자랐다.

## 커리어

### 2015–2017: 경력 시작, "Water" 그리고 "Booty Tape"
7학년부터 10학년까지 그는 '푸시 베이컨'이라는 손잡이를 사용했다. 그는 사회적 이유와 그의 부모님 때문에 그의 이름을 유명한 '어글리갓'으로 바꾸었다. 그는 또한 그가 '나는 진짜 못생겼다'라고 외쳤을 때 즉흥적으로 그 이름을 개척했으며, 이는 '못생긴 신'으로 진화했다고 말한다.
2015년 7월 27일, 그는 사운드클라우드 계정을 통해 바이럴 곡 "I Beat My Meat"을 발표했다. 이 노래는 3300만 뷰 이상을 기록했다. 그가 이 노래를 올린 것은 고등학교 농구 코치가 농구 장학금을 겁주어 삭제하게 한 이후 세 번째였다.
2016년 3월 16일, 그는 사운드클라우드 계정에 "Water"라는 싱글을 발매했고, 2016년 11월 19일 어센션 레코드에 의해 디지털 다운로드용으로 발매되었다. 이 곡은 빌보드 핫 100에서 100위로 데뷔했고, 이후 차트에서 80위에 올랐다. "Water"는 2017년 2월 11일 온디맨드 스트리밍 노래 차트에서 47위로 정점을 찍었고, 핫 R&B/힙합 노래 차트에서도 34위로 정점을 찍었다.
2017년 6월 26일, 어글리 갓은 자신을 겨냥한 디스 트랙 "Fuck Ugly God"를 내 주목을 받았다. "빌어먹을. 이라고 트윗했을 때 시작됐어. 오늘 밤 못생긴 신이라는 쓰레기를 버릴 거야. 망할 깜둥이 못생긴 신을 보았을 때, 동부 시간으로 자정이였어."이 가사는 대부분 자신을 구울 때 쓰였던 어글리 신의 삶에서 일어난 일들을 다루고 있었다. 프리픽스 매거진의 빈센트 카루소에 따르면, 구이는 "기만적으로 순한" 것부터 "무서울 정도로 무자비한" 것, 그리고 "무섭게 개인적인" 것까지 다양했다. 어글리 갓은 4년 전 (2013년)에 "할로윈에 점프했다"고 주장했고, 이 곡은 그의 믹스테이프인 "The Booty Tape"에도 수록되었다. 이 노래는 사운드클라우드에서 1300만 개 이상의 스트리밍을 얻었다. 2017년 8월 4일, 어글리 갓은 "The Booty Tape"라는 제목의 믹스테이프를 발매했다.이 곡은 빌보드 200에서 27위에 올랐다.

### 2018–현재: "BOOM!", 앨범이 나오기 전에... 그리고 "Bumps & Bruises".
로드리게스는 2018년 3월 9일 발매된 자신의 앨범 릴 보트 2에 수록된 릴 야치의 노래 "Boom!"에 피처링으로 참여했다. "붐!"은 빌보드 핫 100에서 88위로 정점을 찍었다. 어글리 갓은 곧 있을 그의 데뷔 앨범인 "Bumps & Bruises."를 앞두고, 앨범보다 조금 전에 EP를 발매했다. 그것은 2018년 4월 23일 발매되었으며, 총 4개의 트랙, "Leave a Tip", "WEWANTALLTHESMOKE", "BITCH WHERE MY HUG AT", "Tropics"으로 구성되어 있다. 래퍼 스플래시 드렉슬러(Splash Drexler)가 참여했으며, 니키 번킨(Nikki Bunkin), 쇼키(Shoki), 레드 드럼(Red Drum)이 프로듀싱을 맡았다. Ugly God는 또한 곧 그의 데뷔 앨범이 될 "Bumps and Bruises"와 777이라는 이름의 EP라는 두 개의 프로젝트를 더 발매할 것이라고 발표했다.
2019년 3월 28일, 어글리 갓은 "뜨거운 1분" 동안 아무것도 떨어뜨리지 않았다며 싱글을 발매할 것이라고 발표했다. 자정 12시에 어글리 갓은 래퍼 릴 펌프가 출연한 "Hello"를 발매했다. 5월 10일, 어글리 갓은 뮤직 비디오와 함께 또 다른 싱글 "Lost in The Source"를 발매했다. 7월 13일, 그는 릴 펌프와 멍의 발매일을 발표했고 7월 17일 트랙리스트를 보여주었다. 8월 9일, 어글리 갓은 디럭스 버전뿐만 아니라 Bumps & Blocks 앨범을 발매했다.오리지널은 14개의 트랙이 있었고, 디럭스는 16개의 트랙이 있었으며, 두 개의 싱글(릴 펌프가 피쳐링한 "Hello", "Lost in the Source")이 음반의 보너스 트랙으로 있었다. "Everyday Trought"와의 인터뷰에서 어글리 갓은 음반 발매에 대해 "알다시피, 내가 모든 것을 쏟아부었고, 내가 아주 편안하게 느끼는 음악을 실제로 떨어뜨리는 것은 정말 놀라운 일이다. 어글리 갓과 프로듀서인 테이 키스는 사운드클라우드에 현재 589,000개의 스트림을 보유하고 있는 "Batman"이라는 곡을 공동 작업했다. 
어글리 갓은 레드드럼, 닛코 분킨, 그리고 다른 프로듀서들과 함께 작업했다. 어글리 갓과 래퍼 윈터타임은 'Tell Me How You Feel'이라는 곡을 공동 작업했는데, 이 곡은 현재 55.5,000개의 사운드클라우드 스트림이 있다. 이 음반의 유일한 다른 피쳐링으로서 어글리 갓은 래퍼 미고스(Migos)와 함께 11만 9천 개의 스트림을 스포티파이로 모은 곡 "Hold Up"을 작업했다. 2020년 3월 14일 기준으로 "Hello"와 "Lost in the Sauce"는 사운드클라우드에 각각 490만, 200만 개의 스트림이 있다.

## 디스코그래피

### 스튜디오 앨범
| 제목            | 디테일                                                                            | 피크 차트 위치 |
| 제목            | 디테일                                                                            | US             |
| --------------- | --------------------------------------------------------------------------------- | -------------- |
| Bumps & Bruises | - 발매: 2019년 8월 9일 - 레이블: 아슬람(Asylum) - 형식: 디지털 다운로드, 스트리밍 | 46             |

### 익스텐디드 플레이
| 제목                                     | 디테일                                                                        |
| ---------------------------------------- | ----------------------------------------------------------------------------- |
| Just a Lil Something Before the Album... | - 발매: 2018년 4월 24일 - 레이블: 자체 출시 - 형식: 디지털 다운로드, 스트리밍 |

### 믹스테잎
| 제목                              | 디테일                                                                                | 피크 차트 앨범 |
| 제목                              | 디테일                                                                                | US             |
| --------------------------------- | ------------------------------------------------------------------------------------- | -------------- |
| The Booty Tape                    | - 발매: 2017년 8월 4일 - 레이블: 아슬람(Asylum) - 형식: 디지털 다운로드, 스트리밍     | 27             |
| UGLYGOBLIN (Rizzoo Rizzoo와 함께) | - 발매: January 3, 2020 - 레이블: The Sauce Familia - 형식: 디지털 다운로드, 스트리밍 | —              |

### 싱글
| 제목                                | 연도 | 피크 차트 포지션 | 확정             | 앨범              |
| 제목                                | 연도 | US               | 확정             | 앨범              |
| ----------------------------------- | ---- | ---------------- | ---------------- | ----------------- |
| "I Beat My Meat"                    | 2016 | —                |                  | Non-album single  |
| "Water"                             | 2016 | 80               | - RIAA: 플래티넘 | The Booty Tape    |
| "Fuck Ugly God"                     | 2017 | —                |                  | The Booty Tape    |
| "No Lies"                           | 2017 | —                |                  | The Booty Tape    |
| "Walter" (with Austin Makes Noises) | 2017 | —                |                  | Non-album singles |
| "Lettetznow"                        | 2018 | —                |                  | Non-album singles |
| "I'mma Dog" (PnB Rock이 피쳐링)     | 2018 | —                |                  | Non-album singles |
| "Hello" (Lil Pump가 피처링)         | 2019 | —                |                  | Bumps & Bruises   |
| "Lost in the Sauce"                 | 2019 | —                |                  | Bumps & Bruises   |

### 게스트 출연
| 제목             | 연도 | 아티스트                        | 앨범               |
| ---------------- | ---- | ------------------------------- | ------------------ |
| "Rari"           | 2016 | Carnage, Lil Yachty, Famous Dex | 빈칸               |
| "Gang Shit"      | 2016 | Lil Pump                        | 빈칸               |
| "New Glock"      | 2016 | Famous Dex                      | Dexter the Robot   |
| "Humble Yahself" | 2017 | Max P                           | 빈칸               |
| "Wya? (Remix)"   | 2017 | Wifisfuneral                    | Boy Who Cried Wolf |
| "1Day"           | 2017 | PnB Rock                        | Catch These Vibes  |
| "Lied"           | 2017 | DJ Flipp, Smokepurpp            | 빈칸               |
| "Boom!"          | 2018 | Lil Yachty                      | Lil Boat 2         |
| "Kathleen"       | 2018 | Yung Gravy                      | Snow Cougar        |
| "Let It Eat"     | 2018 | Comethazine                     | Bawskee            |
| "Chapter One"    | 2019 | Wun Two                         | Pirata             |
| "Chapter Two"    | 2019 | Wun Two                         | Pirata             |
| "Chapter Three"  | 2019 | Wun Two                         | Pirata             |
| "Chapter Four"   | 2019 | Wun Two                         | Pirata             |
| "Virgil"         | 2020 | Casanova, Duke Deuce            | N/A                |